# コンバインドサイクル発電

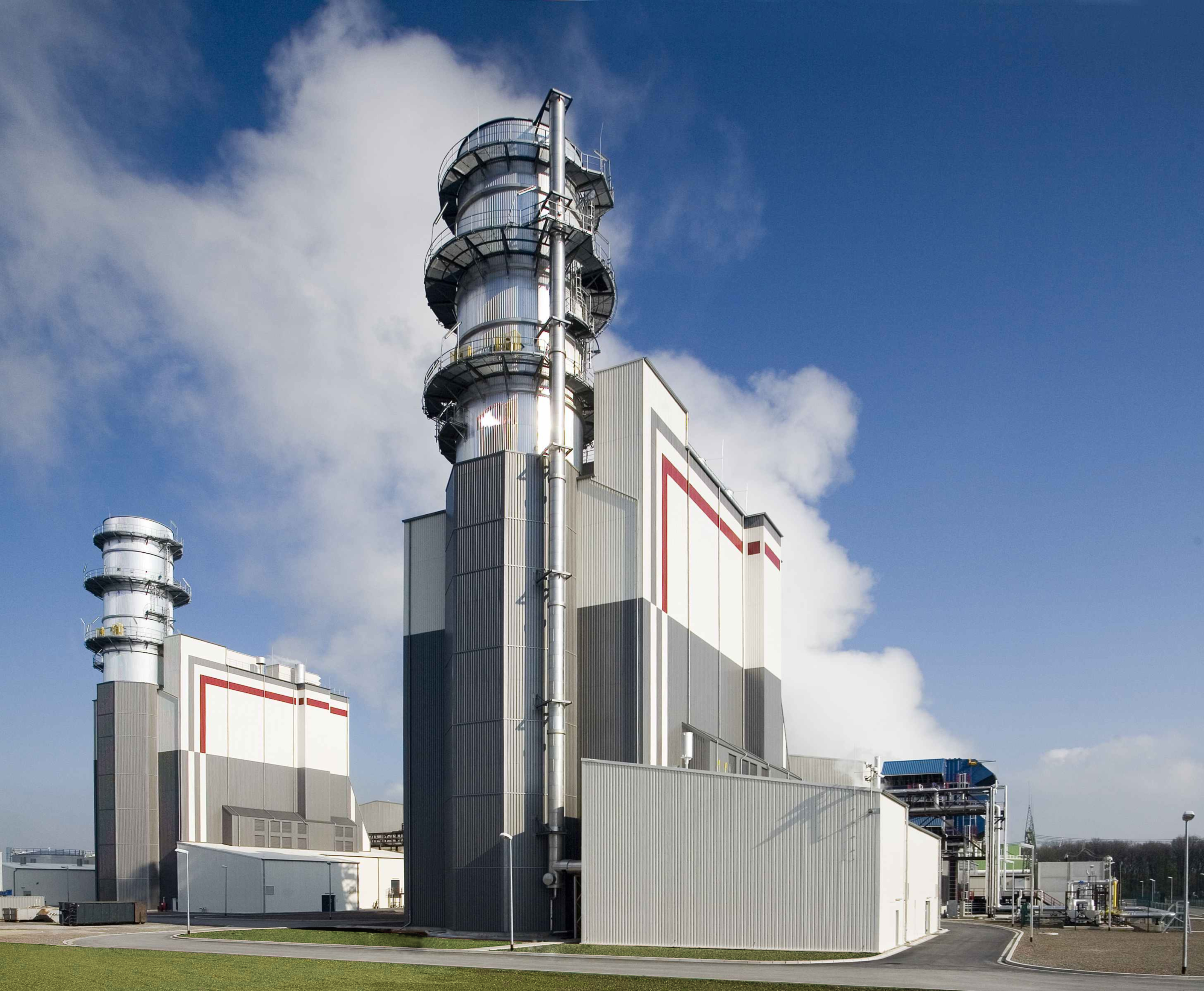
Trianel Kraftwerk HammU発電所

コンバインドサイクル発電（コンバインドサイクルはつでん、英: combined cycle, CC）は、内燃力発電の排熱で汽力発電を行う複合発電である。内燃機関としては主にガスタービンエンジンが使用される。この場合狭義においてはガスタービンコンバインドサイクル発電という。
燃焼ガス温度をさらに高め、省エネルギー性、耐久性、環境適合性などを向上させた改良型に、1,300 ℃級のACC (Advanced Combined Cycle)、1,500 ℃級のMACC (More Advanced Combined Cycle)、1,600 ℃級のMACC IIがある。

## 特徴
コンバインドサイクル発電には、次のような特徴がある。
始動時間が短い
ガスタービンエンジンの特徴として、同じ出力の蒸気タービンよりも始動時間が短い。
熱効率が高い。
ガスタービンの排気から熱を回収し、回収熱でさらに発電を行うため、エネルギー効率が高い。
冷却水量・温排水量が少ない。
熱効率が上昇する分、廃棄される熱エネルギーも少なくなる。
気温によって出力が変動する。
気温が低くなると空気の密度が増加し投入できる燃料が増えることからガスタービンの出力が増大する。近年ではミスト水噴霧装置をガスタービン吸気口に設置して、温度上昇による出力低下を抑えている。
| 発電方式                  | 温度条件 (℃) | 発電端発熱量基準熱効率 (%) | 発電端発熱量基準熱効率 (%) | 備考                                                             |
| 発電方式                  | 温度条件 (℃) | 高位                       | 低位                       | 備考                                                             |
| ------------------------- | ------------ | -------------------------- | -------------------------- | ---------------------------------------------------------------- |
| コンバインドサイクル (CC) | 1100         | 44                         | 49                         |                                                                  |
| コンバインドサイクル (CC) | 1300         | 49                         | 55                         | 再熱ボイラ 再熱蒸気タービン 改良型コンバインドサイクル発電 (ACC) |
| コンバインドサイクル (CC) | 1400         | 51                         | 57                         | 再熱ボイラ 再熱蒸気タービン 蒸気冷却式燃焼器                     |
| コンバインドサイクル (CC) | 1500         | 53                         | 59                         | 再熱ボイラ 再熱蒸気タービン 蒸気冷却式燃焼器 (MACC)              |
| コンバインドサイクル (CC) | 1600         | 55                         | 61                         | 再熱ボイラ 再熱蒸気タービン 蒸気冷却式燃焼器 (MACCII)            |
| コンバインドサイクル (CC) | 1700         | 60                         | 66                         | 再熱ボイラ 再熱再生蒸気タービン 蒸気冷却式燃焼器 水素燃料        |
| 汽力（参考）              |              | 40                         | 42                         | 主蒸気温度538℃ 超臨界圧再熱ボイラ 再熱再生蒸気タービン (SC)      |
| 汽力（参考）              |              | 43                         | 45                         | 主蒸気温度600℃ 超々臨界圧再熱ボイラ 再熱再生蒸気タービン (USC)   |

### 温度条件別採用例
- 1,100℃級CC
  - 東北電力 東新潟火力発電所：3号系列（121万kW）
  - JERA 富津火力発電所：1、2号系列（各100万kW）
  - JERA 四日市火力発電所：4号系列（58.5万kW）
- 1,200℃級CC
  - 九州電力 新大分発電所：1号系列（69万kW）
  - 沖縄電力 吉の浦火力発電所：1 - 4号機（各25.1万kW）※建設中
- 1,250℃級CC
  - 中国電力 柳井発電所：1号系列（70万kW）
- 1,300℃級ACC
  - JERA 横浜火力発電所：7、8号系列（各140万kW）
  - JERA 鹿島火力発電所：7号系列（各42万kW）
  - JERA 川越火力発電所：3、4号系列（各170.1万kW）
  - 関西電力 姫路第一発電所：5号機（72.9万kW）、6号機（71.3万kW）
  - 中国電力 柳井発電所：2号系列（70万kW）
  - 九州電力 新大分発電所：2号系列（87万kW）、3-1号系列（73.5万kW）
- 1,400℃級ACC
  - 東北電力 仙台火力発電所：4号機（44.6万kW）
  - 中国電力 水島発電所：1号機（28.5万kW）
- 1,450℃級MACC
  - 東北電力 東新潟火力発電所：4号系列（175万kW）
- 1,500℃級MACC
  - JERA 川崎火力発電所：1号系列（150万kW）、2-1号系列（50万kW）
  - JERA 富津火力発電所：4号系列（152万kW）
  - JERA 新名古屋火力発電所：8号系列（160万kW）
  - 関西電力 堺港発電所：1 - 5号機（各40万kW）
- 1,600℃級MACCII
  - JERA 川崎火力発電所：2-2号、2-3号系列（各71万kW）
  - JERA 西名古屋火力発電所：7号系列（231.6万kW）
  - 関西電力 姫路第二発電所：1 - 6号機（各48.65万kW）
  - 九州電力 新大分発電所：3-2号系列（48万kW）
- 1,650℃級MACCII
  - JERA 五井火力発電所：新1号 - ３号機（214万kW）※建設中
  - JERA 姉崎火力発電所：新1号 - ３号機（195万kW）

## 構成要素

コンバインドサイクル発電の基本的構造（多軸型）。1-発電機。2-蒸気タービン。3-復水器。4-ポンプ。5-排熱回収ボイラ。6-ガスタービン。

ガスタービン
都市ガス、天然ガス、軽油等を燃料として動力を得る。
空気圧縮機
ガスタービンへ供給する圧縮空気を作る。
減速機
ガスタービンの動力を発電機に適した回転数に減速する。
（事業用発電所では減速機を用いずガスタービンエンジンと発電機を直結する場合が多い）
発電機
ガスタービンと蒸気タービンを動力として発電を行う。
排熱回収ボイラ (HRSG)
ガスタービンからの高温排気を取り入れ、蒸気を発生するボイラー。
蒸気タービン
蒸気から動力を取り出す。
復水器
蒸気タービンから排出された蒸気を冷却し、水に戻す。

## 系統構成
| 構成               | 概要                                                                                                   | 熱効率   | 熱効率   | 単独運転     | 単独運転                   | 整備                                  | 備考                                                                   |
| 構成               | 概要                                                                                                   | 定格負荷 | 部分負荷 | ガスタービン | 蒸気タービン               | 整備                                  | 備考                                                                   |
| ------------------ | --- | -------- | -------- | ------------ | -------------------------- | ------------------------------------- | ---------------------------------------------------------------------- |
| 排熱回収（一軸型） | それぞれの構成要素を1台ずつ1つの軸に直結したユニットを並列設置                                         | 2        | 1        | 可           | 不可                       | 1つの系統（軸）ごとに行うことができる | ピークロード用                                                         |
| 排熱回収（多軸型） | ガスタービンによる発電部、排熱回収ボイラー、蒸気タービンによる発電部を適宜組み合わせる                 | 1        | 2        | 可           | 不可                       | 1つの機器の停止が全体の停止につながる | ベースロード用                                                         |
| 排気助燃           | 排熱回収ボイラへの配管の途中のバーナーで助燃を行う                                                     | 4        | 3        | 可           | 不可                       |                                       | 蒸気タービンの出力分担を大きくすることで出力あたりの建設費を低減できる |
| 排気再燃           | ガスタービン排気をボイラーの燃焼用空気として利用                                                       | 3        | 4        | 可           | 可（押込み通風機を別置で） | ガスタービン単独が可                  | 既存の汽力発電所の出力増強                                             |
| 給水加熱           | ガスタービン排気で蒸気タービンの給水を加熱                                                             | 5        | 5        | 可           | 不可                       | ガスタービン単独が可                  | 既存の汽力発電所の出力増強                                             |
| 過給ボイラ         | 圧縮機からの空気でボイラを加圧燃焼させ、その排気の圧力でガスタービンを回してその排熱でボイラ給水を加熱 |          |          | 可           | 不可                       |                                       | 固体燃料の利用が容易                                                   |

### 系統構成別採用例
- 排熱回収一軸型
  - 東北電力 仙台火力発電所：4号機（44.6万kW）
  - JERA 富津火力発電所：1、2号系列（各100万kW）、3、4号系列（各152万kW）
  - JERA 四日市火力発電所：4号系列（58.5万kW）
  - 関西電力 堺港発電所：1 - 5号機（各40万kW）
  - 中国電力 柳井発電所：1、2号系列（各70万kW）
  - 四国電力 坂出発電所：1号機（29.6万kW）
  - 九州電力 新大分発電所：1号系列（69万kW）、2号系列（87万kW）、3-1号系列（73.5万kW）
  - 沖縄電力 吉の浦火力発電所：1 - 4号機（各25.1万kW）
- 排熱回収一軸型（ガスタービン・蒸気タービン別軸構成）
  - 中国電力 水島発電所：1号機（28.5万kW）
- 排熱回収多軸型
  - 東北電力 東新潟火力発電所：3号系列（121万kW）、4号系列（170万kW）
  - JERA 上越火力発電所：1、2号系列（各119万kW）
  - JERA 西名古屋火力発電所：7号系列（231.6万kW）
  - 関西電力 姫路第一発電所：5号機（72.9万kW）、6号機（71.3万kW）
- 排気再燃型（高温ウィンドボックス方式）
  - JERA 五井火力発電所：6号機（47.6万kW）
- 排気再燃型（ガス給水加熱器方式）
  - JERA 知多火力発電所：1、2号機（各52.9万kW）、5、6号機（各85.4万kW）
  - JERA 知多第二火力発電所：1、2号機（各85.4万kW）

## 加圧流動床複合発電 (PFBC)
圧力容器内に収納した流動床ボイラーから発生した高温・高圧の蒸気により蒸気タービンを回して発電するとともに、ボイラーの排ガスによりガスタービンを回して発電する方式を加圧流動床複合発電 (PFBC) と呼ぶ。加圧流動床複合発電方式は、コンバインド発電方式のため、高い発電効率を得ることができ、さらにガスタービン空気圧縮機を使用することで大型補機が不要となり、所内動力が低減されるため、従来型の微粉炭発電に比べ、送電端効率は約2%高くなる。さらに、燃料を加圧下で燃焼させるため、ボイラーを小型化できるほか、ボイラー内部で硫黄酸化物を除去する炉内脱硫方式により、排煙脱硫装置が不要となることなどから、発電所をコンパクトにつくることができる。

### 営業運転機
| 運営会社   | 発電所名       | 号機    | 出力 （万kW） | 熱効率 (%) | 蒸気圧力 (MPa) | 主蒸気温度 (℃) | 再熱蒸気温度 (℃) | ガスタービン 入口温度 (℃) | 営業運転開始 | 備考           |
| ---------- | -------------- | ------- | ------------- | ---------- | -------------- | -------------- | ---------------- | ------------------------- | ------------ | -------------- |
| 北海道電力 | 苫東厚真発電所 | 3号機   | 8.5           | 40.1       | 16.6           | 566            | 538              | 約830                     | 1998年3月    | 2005年10月廃止 |
| 中国電力   | 大崎発電所     | 1-1号機 | 25.9          | 41.5       | 16.6           | 566            | 593              | 約840                     | 2000年11月   | 2011年10月休止 |
| 九州電力   | 苅田発電所     | 新1号機 | 36            | 42.8       | 24.1           | 566            | 593              | 約850                     | 2001年7月    |                |

- 熱効率はいずれも高位発熱量基準。

### 問題点
配管の摩耗や損傷が多く、低い稼働率や高い補修費が問題となった。そのため苫東厚真発電所3号機は2005年に廃止、大崎発電所1-1号機も2011年に休止となった。また同方式の予定だった大崎発電所1-2号機は建設計画が撤回され、別方式の実証設備とされた。

## 石炭ガス化複合発電 (IGCC)
燃料のガス化とコンバインドサイクル発電を組み合わせた発電形式を石炭ガス化複合発電 (IGCC) と呼ぶ。低質な石炭や重質油、廃棄物などは硫黄や塩素、重金属を含むことがあり、そのまま燃焼させて発電を行うとその環境負荷物質が大気中に排出されて問題となる。ガス化複合発電では、燃料をガス化したときにそれらの不純物を除去することができ、そうして生成したクリーンなガスを用いて発電を行うことで、環境負荷物質の少ない発電を行うことができる。また、従来の方式に比べて二酸化炭素排出量を削減することができ、石炭を燃料とした発電で石油発電並の二酸化炭素排出量を達成することができる。空気吹きと酸素吹きの2種類のガス化方式があり、2022年時点で空気吹きの勿来と広野の2基の発電所が商用運転中である。酸素吹きのIGCCは大崎発電所で試験実証中である。

### 営業運転機
| 運営会社               | 発電所名       | 号機   | 出力 （万kW） | 熱効率 (%) | ガスタービン 入口温度 (℃) | 営業運転期間          | 備考 |
| ---------------------- | -------------- | ------ | ------------- | ---------- | ------------------------- | --------------------- | --- |
| 常磐共同火力           | 勿来発電所     | 10号機 | 25            | 42.4       | 1,250                     | 2013年4月－2020年11月 | 元はクリーンコールパワー研究所所有の実証機で、2007年2月に実証運転を開始し、2020年11月に運転を終了した。 |
| 勿来IGCCパワー合同会社 | 勿来IGCC発電所 | -      | 52.5          | 48         | 1,400                     | 2021年4月－           | |
| 広野IGCCパワー合同会社 | 広野IGCC発電所 | -      | 54.3          | 48         | 1,400                     | 2021年11月－          | |

- 熱効率は低位発熱量基準。

## 石炭ガス化燃料電池複合発電 (IGFC)
石炭をガス化させた際に含まれる水素を燃料電池の燃料とし、燃料電池、ガスタービン、蒸気タービンを組み合わせた発電形式を石炭ガス化燃料電池複合発電 (IGFC) と呼ぶ。IGCCと比較し更なる高効率発電が可能となり、二酸化炭素排出量の低減も図ることができる。大崎発電所にある酸素吹きIGCC実証機に組み合わせて2022年4月から試験実証中である。

## 太陽熱複合発電 (ISCC)
コンバインドサイクル内に太陽熱を利用した発電方式を太陽熱複合発電 (ISCC) と呼ぶ。太陽熱発電の一種であり、太陽熱を補助熱源とし、蒸気サイクルの出力を増加させることで、発電能力の向上や燃料の使用量の低減を行うことができる。2010年にイタリアのアルキメデス複合発電所で世界初のISCC発電設備が建設された。他にもアメリカ、エジプト、イラン、モロッコ、アルジェリアなどで運転が開始されている。

## 超高温原子炉
1940年代後半から開発は開始された。黒鉛炉・溶融塩炉・液体金属炉を1000度近い高温で操業して、ヘリウムで冷却し、ヘリウムをガスタービンで膨張・温度低下させたあと、廃熱ボイラで冷却して、原子炉に戻す。基本的にガスタービン複合発電であり、原子力発電の熱効率を向上させる。

## 歴史
- 日本では、1981年に日本国有鉄道（現在は東日本旅客鉄道株式会社が所有）の川崎火力発電所1号機に初めて導入された。
- 1984年12月、事業用大容量コンバインドサイクル発電としては国内初となる、東北電力東新潟火力発電所3-1号系列が運転を開始した[22]。
- 2000年大阪府枚方市にある大阪広域水道企業団村野浄水場では沈殿池などから出る汚泥をガスタービン発電機から出る排熱により乾燥することで減量・減容させ、余熱でさらに蒸気タービンを稼働させて発電している。これにより第5回「新エネ大賞」新エネルギー財団会長賞を受賞している[23]。